# Kirkus Reviews
Kirkus Reviews è una rivista letteraria statunitense fondata nel 1933 da Virginia Kirkus.
Dal 2014 la rivista ha istituito il Kirkus Prize.